# Jaime Ordiales
Jaime Ordiales est un footballeur mexicain né le 23 décembre 1962 à Mexico jouant au poste de milieu de terrain.

## Carrière
- 1982-1985 :  Club Necaxa
- 1985-1987 :  Deportivo Neza
- 1987-1989 :  CD Cruz Azul
- 1989-1992 :  Chivas de Guadalajara
- 1992-1993 :  CF Puebla
- 1993-1995 :  UAG Tecos
- 1995-1996 :  FC León
- 1996-1998 :  Club Toluca
- 1998-2001 :  FC León
- 2001-2002 :  Chivas La Piedad
- 2002-2003 :  CF Pachuca[1]

## Sélection nationale
Jaime Ordiales a joué vingt-et-une fois avec l'équipe du Mexique de football et marqué deux buts. Il a également participé à la  Coupe du monde 1998 durant laquelle il a joué deux matches.